# Interludium
Interludium (latinsky inter, mezi a ludus, hra) je mezihra, krátká instrumentální skladba nebo i scénka jiného žánru, která se vkládala mezi jednotlivé scény barokní opery nebo dramatu. V duchovní hudbě a zpěvu znamená často improvizovanou varhanní mezihru mezi jednotlivými slokami nebo písněmi. Pro tato interludia platila od 18. století poměrně přesná pravidla.
V metaforickém smyslu může znamenat odbočku od tématu, například v přednášce, nebo případ, kdy se určitý umělec po nějakou dobu věnuje jinému uměleckému oboru.